# GEO-移动无线电接口
GEO-移动无线电接口（英語：GEO-Mobile Radio Interface，也称GMR；GEO意指地球靜止軌道）是一项面向卫星电话的ETSI标准。该标准派生自3GPP系列地面数字蜂窝标准，并支持接入GSM/UMTS核心网络。ACeS、ICO、國際海事衛星組織、SkyTerra、TerreStar和Thuraya有使用此标准。
有两种被广泛部署的GMR变体，两者都与GSM十分相似：
- GMR-1：该标准的第一个版本，随着时间推移已经演变为3种不同的版本：
  - GMR-1：基本的电路交换模型或多或少与GSM第二阶段对应，并使用完全相同的核心网络基础设施。
  - GmPRS：添加对分组数据的支持。相当于GSM范畴中的GPRS。仍然连接到“千兆”风格的核心网络。
  - GMR-1 3G：增加支持某些新的信道类型，最重要的变化是在核心网络中增加了与UMTS核心网络组件的互操作性。与传统蜂窝网络中UMTS和GSM具有完全不同的空中接口相反，GMR-1 3G在层级1方面仍然非常类似GMR-1。
- GMR-2：不是GMR-1的演变，而是另一组公司制定的并行标准。

Thuraya使用GMR-1技术。TerreStar和SkyTerra使用GMR-1 3G技术。Inmarsat iSatPhonePro使用GMR-2技术。

## 空中接口密码本
所用标准的版本以及密码本：
- GMR-1 - GEO mobile radio 1  (Thuraya)。基于4个LSFR寄存器。[3]
- GMR-2 - GEO mobile radio 2  (InmarSat iSatPhonePro)。基于字节运算和DES的2个S盒。